# Arnara
Arnara ist eine italienische Gemeinde in der Region Latium, Provinz Frosinone in Mittelitalien mit 2199 Einwohnern (Stand 31. Dezember 2023). Sie liegt 11 km südöstlich von Frosinone und 95 km südöstlich von Rom.

## Geographie
Arnara liegt auf einem Hügel oberhalb des Tals des Sacco in der Landschaft Ciociaria.

## Geschichte
Das Gebiet von Arnara war seit der Antike besiedelt.
756 errichtete Aistulf, König der Langobarden, im Krieg gegen den Papst hier die Torre Langobarda, um die Via Latina zu beherrschen und eine strategisch günstige Stellung gegen Rom einzunehmen. Aus dieser Befestigung entstand die Burg, die später der Adelsfamilie Da Ceccano gehörte und im Jahre 1504 an Marcantonio I. Colonna und damit an diese Familie kam, welche sie bis zur Aufhebung der Feudalrechte 1816 als Lehen besaß.

## Bevölkerungsentwicklung
| Jahr      | 1881 | 1901 | 1921 | 1936 | 1951 | 1971 | 1991 | 2001 |
| Einwohner | 2009 | 2189 | 2767 | 2633 | 2871 | 2347 | 2515 | 2454 |

Quelle: ISTAT

## Politik
Filippo Capogna (Lista Civica) wurde im Juni 2004 zum Bürgermeister gewählt und amtiert auch nach der Wahl vom 25. Juni 2014 weiter.